# Les Hatton
Pour les articles homonymes, voir Hatton.
Les Hatton, né le 5 février 1948 en Grande-Bretagne, est un géophysicien, informaticien et mathématicien britannique dont les travaux se concentrent sur les défaillances et vulnérabilités des systèmes contrôlés par logiciel,.

## Formation
Hatton obtient une maîtrise en mathématiques du King's College de l’université de Cambridge (1967 à 1970), une maîtrise ès sciences en astrophysique et plasma relativiste (en) (1970-1971) puis un doctorat en dynamique des fluides géophysiques spécialisé dans les tornades (1971-1973) de l'université de Manchester. Il obtient également une licence en physique de la Open University (1978) et un Master of Laws (1998-1999) en droit des technologies de l'information (en) (ou « cyberloi ») de l’université de Strathclyde,.

## Carrière
Bien que géophysicien à l’origine, carrière pour laquelle il reçoit le prix Conrad Schlumberger (en) en 1987, il change de carrière au début des années 1990 pour étudier les défaillances de logiciels et de systèmes. Il est fellow-chercheur à l’Université d'Oxford en géologie de 1982 à 1984, professeur en géophysique à l’université de technologie de Delft aux Pays-Bas de 1987 à 1989 et professeur en fiabilité des logiciels informatiques à l’université du Kent de 1997 à 2002,. Après avoir passé la majeure partie de sa carrière dans l'industrie à travailler pour Oakwood Computing Associates,, il devient en 2004 professeur émérite d’ingénierie des logiciels judiciaires à l’université Kingston à Londres, poste qu’il occupe toujours en 2020.